# Asinan (Kalibening)
Asinan is een bestuurslaag in het regentschap Banjarnegara van de provincie Midden-Java, Indonesië. Asinan telt 2113 inwoners (volkstelling 2010).